# Cheilophyllum radicans
Cheilophyllum radicans là một loài thực vật có hoa trong họ Huyền sâm. Loài này được (Griseb.) Pennell mô tả khoa học đầu tiên năm 1920.